# Euro trance
Euro trance – jeden z odłamów muzyki trance, wywodzący się z muzyki dance. Powstał z połączania muzyki hard trance z muzyką eurodance.

## Charakterystyka
Utwory tego rodzaju są łagodne, dźwięczne, szybkie. Prędkość wynosi ok. 130-150 BPM.
Bit i bass są lekkie, melodia za to bardzo bogata w różne dźwięki syntezatorów. Utwory są zbudowane z bardzo wielkiej ilości dźwięków, szczególnie padów oraz melodii trance. Utwory są długie, nierzadko długość wynosi 9 a nawet 10 minut (aczkolwiek często spotyka się nagrania o długości ponad 11 minut: Cape Town – Metaphorique 12:45).

## Podgatunki euro trance
- progressive trance
- symphonic trance
- anthem trance
- ibiza trance
- dream trance
- epic trance, znany też jako uplifting trance
- dutch trance